# Carl Friedrich Flemming

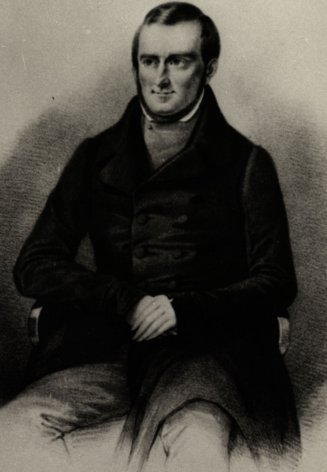
Carl Friedrich Flemming

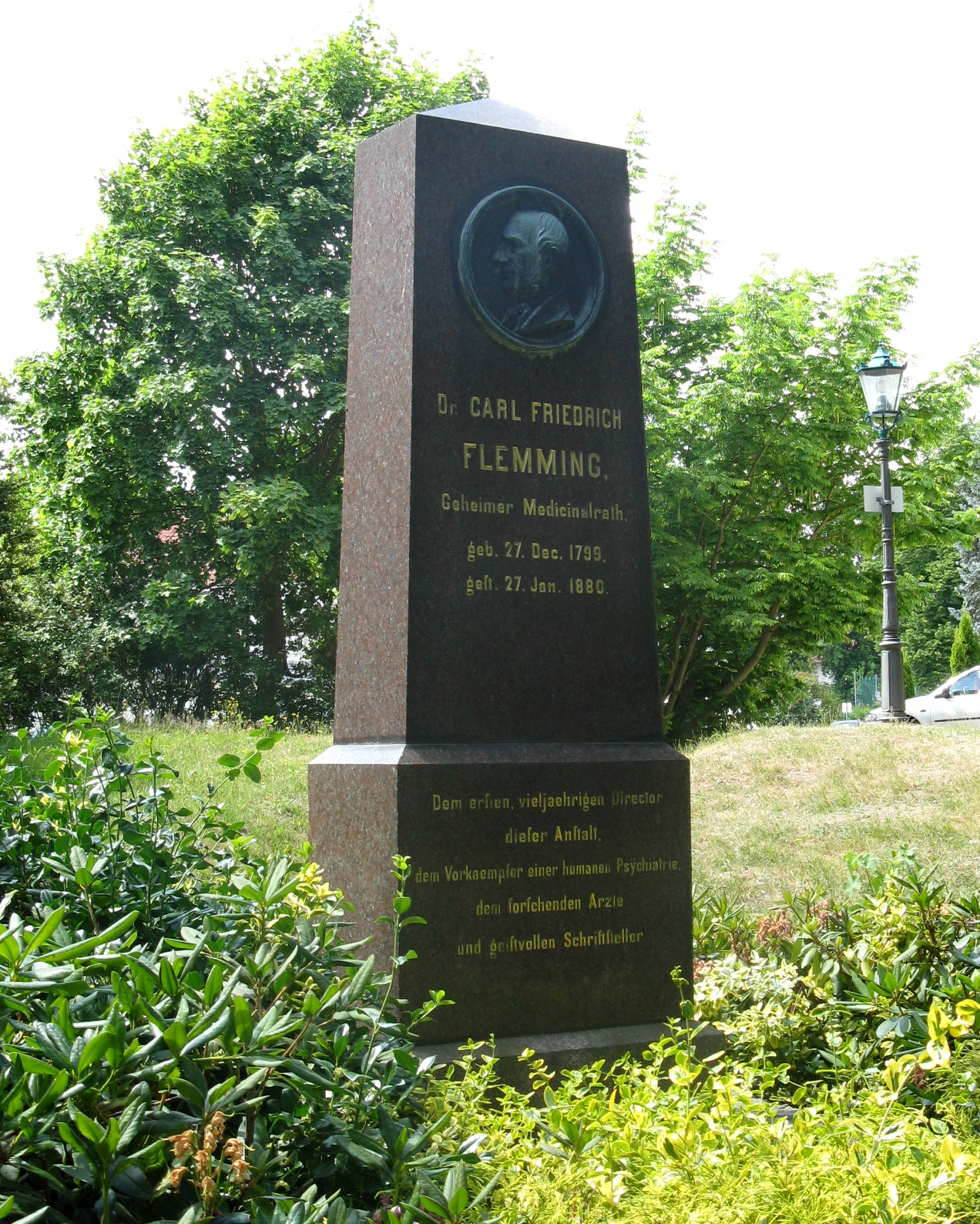
Denkmal in Schwerin, Medaillon von Gustav Willgohs

Carl Friedrich Flemming (* 27. Dezember 1799 in Jüterbog; † 27. Januar 1880 in Wiesbaden) war ein deutscher Psychiater.

## Leben
Flemming wurde in Berlin promoviert. Anschließend arbeitete er als Assistenzarzt in der „Irrenheilanstalt Sonnenstein“ bei Pirna (Sachsen). 
1823 trat er aufgrund eines Rufes des mecklenburgischen Großherzogs Friedrich Franz I. nach Schwerin in den Landesdienst ein. Dort wählte er 1823 den Sachsenberg bei Medewege nördlich von Schwerin als Standort für die neu zu errichtende Heilanstalt für Geisteskranke, die Großherzogliche Irrenanstalt aus. Nach Entwürfen vom Hofbaurat Georg Adolph Demmler und Baumeister Carl Heinrich Wünsch entstand ab 1825 im klassizistischen Stil der 180 Meter lange, mehrflügelige zweigeschossige Putzbau der neuen Irren-Heilanstalt Sachsenberg, der heutigen Carl-Friedrich-Flemming-Klinik. Nach der Einweihung am 15. Januar 1830 wurde Flemming ihr erster Direktor mit Otto Kychenthal als Wirtschaftsleiter.
1854 legte Flemming dieses Amt im Streit nieder und praktizierte anschließend als Nervenarzt in Schwerin.
Das Familiengrab, gedeckt mit einer großen Sandsteinplatte für seine erste Ehefrau Carolina Sophia Flemming, die im 24. Lebensjahr starb, befindet sich auf dem Friedhof am Sachsenberg. Er selbst wurde auf dem Alten Friedhof im Gräberfeld IIb am Liegeplatz 544 bestattet. Warum gerade die Grabstelle des Geheimen Medizinalrates 1961 mit einer Neubelegung versehen wurde, ist unverständlich. An der südwestlichen Ecke des Haupthauses der heutigen Nervenklinik erinnert eine Stele an das humanitäre Wirken des bedeutenden Nervenarztes. Das Bronzerelief Flemmings auf dem Denkmal schuf 1882 der in Dobbertin geborene Bildhauer Gustav Willgohs.
Sein Sohn war der Anatom und Zellbiologe Walther Flemming (1843–1905).

## Ehrungen
- Titel Geheimer Medizinalrat
- Roter Adlerorden, 3. Klasse (Januar 1872)[5]

## Werke
- De noctis circa morbos efficacia ... Berolini, Typis Ioannis Friderici Starckii [1821].
- Beiträge zur Philosophie de Seele. Enslin, 1830.
  - Die Menschenseele. Digitalisat
  - Die Thierseele. Digitalisat
- Die Irren-Heilanstalt Sachsenberg bei Schwerin im Großherzogthum Mecklenburg. Nachrichten über ihre Entstehung, Einrichtung, Verwaltung und bisherige Wirksamkeit. Schwerin: Kürschner, 1833. Digitalisat
- Pathologie und Therapie der Psychosen. Nebst Anhang: Über das gerichtsärztliche Verfahren bei Erforschung krankhafter Seelenzustände. Berlin: Hirschwald, 1859. Digitalisat
- Ueber Geistesstörungen und Geisteskranke. Berlin: Lüderitz, 1872.
- Zur Klärung des Begriffs der unbewussten Seelen-Thätigkeit. 1877.